# 체르너이 팔
체르너이 팔(헝가리어: Csernai Pál, 1932년 10월 21일 필리시 ~ 2013년 9월 1일)는 헝가리의 전 축구 선수이자 전 축구 지도자로 선수 시절 큰 성공을 거두지 못했으나 감독으로써는 1980년대 초에 황금기가 끝났던 바이에른 뮌헨의 감독을 맡으며 재기하였다.

## 선수 시절
그의 가족은 가문의 성에 따르면 트란실바니아의 세켈리 출신으로, 체르너이(Csernai)는 "체르너(Cserna, 현재의 루마니아 체르네(Cerne))에서 온"이라는 뜻을 내포한다. 그의 선수 시절 경력은 잘 알려져 있지 않다. 그는 헝가리 1부리그, 부다페스트를 연고로 하는 셰펠 SC에서 준수한 활약을 하였다. 이후 1955년, 그는 매직 마자르 시대 말의 헝가리 축구 국가대표팀에 두 차례 차출되었다.
다른 위대한 헝가리 선수들의 경우처럼 1956년 헝가리 혁명이 일어나자 도주하였다. 그도 1956년 혁명 당시 독일로 도주하여 당시 1부리그에 속해 있던 카를스루에 SC의 선수가 되었다. 1959년에서 1965년까지 그는 2부리그의 슈투트가르트 키커스 선수로 활약하였다. 1962년, 그는 3부리그 강등을 막는 결정적인 득점을 하였다.

## 감독 경력
1967년, 그는 쾰른에서 헤네스 바이스바일러의 지도 하에 코칭 라이선스를 획득하였다. 1968년, 그는 당시 2부리그인 서베를린 리그에 속한 바커 04 베를린의 감독이 되었다. 그는 2년간 바커의 감독을 맡으며 시즌을 리그 4위와 5위로 마무리하였다. 그는 이후, 남부 리그에 속한 SSV 로이틀링겐의 감독을 맡아 15위로 리그를 마감하였다. 로이틀링겐을 거친 전후의 순위는 순서대로 11위와 10위였다.
1971년에서 1972년까지, 그는 벨기에의 로열 앤트워프 FC의 감독이 되었으나, 얼마 가지 않아 에디 바우터스와 교체되었다.
1973년 독일에 복귀한 체르너이는 북바덴 축구협회의 감독이 되었고, 그곳에서 4년을 머물렀다. 그는 1973년 아마추어 컵 우승을 하며 감독으로써의 첫 타이틀을 획득하였다. 이 컵은 독일 아마추어컵 대회로, 주로 최고 아마추어 리그인 3부 리그 팀들로 구성되어있었다.
1977년 1월, 그는 아인트라흐트 프랑크푸르트에서 FC 바이에른 뮌헨으로 이적한 로란트 줄러 감독이 되었다. 로란트는 베른의 1954년 FIFA 월드컵 결승에서 패한 매직 마자르의 일원으로, 체르너이는 로란트 감독 밑에서 그다지 큰 성공을 거두지 못하였다. "변덕스러운 디바"로 당시 알려진 이 팀을 리드하면서, 1위로 올리기 위해 노력하였으나, 실망스러운 결과만 낳았다. 로란트 감독은 그다지 좋은 이미지를 가진 사람이 아니었고, 뮌헨 소속으로 아무런 타이틀도 얻지 못하였다. 로란트 감독이 사령탑을 맡았던 팀들은 평범한 클럽으로 나름대로의 성공을 거두었었다. 1. FC 카이저슬라우테른 소속으로 1967년에 달성한 5위가 로란트 감독의 최고 성적이었다.

### FC 바이에른 뮌헨
로란트는 1976년 12월에 아인트라흐트 프랑크푸르트에서 이적하였으나, 1977년 11월 로란트 감독의 친정팀과의 대결에서는 실망 그 자체였다. 11월 26일 아인트라흐트 프랑크푸르트는 FC 바이에른 뮌헨을 4-0으로 대파하였다. 당시 바이에른은 강등권에, 프랑크푸르트는 8위에 위치하였다. 프랑크푸르트와 바이에른은 양쪽 모두 예상보다 더 자주 감독을 교체하였다. 축구 현인 데트마어 크라머는 프랑크푸르트로 이적한 뒤, 바이에른 수도를 연고로 하는 클럽의 사령탑에 있는 로란트와 체르너이에 쓴맛을 먹였다. 이 시즌 바이에른은 12위로 마감하여 현재까지 최악의 성적을 가져갔고, 프랑크푸르트는 리그를 7위로 마감하였다.
시즌 시작과 함께 파울 브라이트너는 FC 바이에른 뮌헨에 복귀하였고, 카를하인츠 루메니게와 인상적인 라인업을 구성하였다. 브란코 오블라크와 클라우스 아우겐탈러는 이 두 선수를 제외한 주요 선수들이었다. 바이에른은 1973-74 시즌에 마지막으로 획득한 분데스리가 타이틀에 더 간절해지기 시작하였고, 로란트는 이에 맞추어 효율적인 수비전술을 구사하려 하였으나, 무위로 돌아갔다. 시즌의 전반이 종료된 후 로란트는 경질되었다. 그는 이미지 문제 외에도 TV 팀과 더불어 여러 문제들을 안고 있었다. 그의 경질은 포르투나 뒤셀도르프전 1-7 대패와 함부르크 SV전 홈패배로 야기되었다.
로란트 감독의 경질 이후, 체르너이가 감독직을 맡게 되었다. 빌헬름 노이데커는 새 감독으로 막스 메르켈을 영입하려 하였으나, 메르켈이 너무 고집적이라 생각한 보드진은 그를 영입하는데 포기하였다. 그 결과 선수들은 체르너이를 감독으로 받아들일지에 대한 비공식 투표가 진행되었다. 이 사건은 공공적으로 파장을 불러왔다. 결국 노이데커 회장은 사임하였고 체르너이는 공식 감독이 되었다. 시즌 말, 바이에른은 챔피언 함부르크 SV를 홈에서 꺾고 리그를 4위로 마감하였다. 바이에른 레전드인 게르트 뮐러는 시즌 도중에 그를 아인트라흐트 프랑크푸르트전에서 교체 명령을 받은 뒤 바이에른을 떠났다.
그 다음 시즌의 초반, 다른 바이에른 레전드이자 골키퍼인 제프 마이어는 사고로 은퇴하였고, 1974년 FIFA 월드컵 우승을 경험한 한스게오르크 슈바르첸베크는 부상으로 대부분의 경기에 결장하였으며, 브란코 오블라크도 은퇴하였다. 체르너이는 팀을 리빌딩하는데 큰 역할을 하였고, 그의 리빌딩 방식을 "팔 시스템"이라고 불렀다. 그에게 있어 중요한 선수는 미드필더 파울 브라이트너와 공격수 카를하인츠 루메니게로 바이에른 역사에 한획을 그은 듀오였다. 체르너이의 팀은 흔히 "FC 브라이트니게" (FC Breitnigge) 로 불리었다. 루메니게는 우수한 드리블 능력을 이용하여 다수의 골을 득점하였고, 그는 세 차례 분데스리가 득점왕 자리에 올랐다.
체르너이 임기의 첫 풀 시즌에 바이에른은 리그 정상을 6년 만에 탈환하였다. 그는 아인트라흐트 프랑크푸르트에서 수석 코치를 맡으며 분데스리가 팀의 코칭스태프가 된 이래 2년 만에 이 업적을 달성하였다. 같은 시즌, 그는 독일 클럽이 지배하던 UEFA 컵의 준결승전까지 올랐으나 아인트라흐트 프랑크푸르트는 뮌헨을 상대로 합계 3-5 승리를 거두고 이 시즌의 UEFA 컵 최종 승자가 되었다.
1980-81 시즌, 체르너이 감독을 넥타이 대신에 실크 스카브를 하였고, 리그 타이틀을 방어함과 동시에 유럽대항전 준결승까지 올라갔다. 유러피언컵에서 바이에른은 리버풀 FC에 원정골에서 밀리며 탈락하였다. 1년 후, 바이에른은 전설적인 오스트리아인 감독 에른스트 하펠이 이끄는 함부르크 SV와 DFB-포칼 결승에서 만났다. 유럽대항전에서 바이에른은 유러피언컵 결승까지 올라갔다. 바이에른은 유러피언컵 우승후보로 점쳐졌으나, 애스턴 빌라 FC와의 결승에서 피터 위스의 골을 실점하여 패하였다.
그다음 시즌, 바이에른은 리그에서 부진하였고 컵대회에서도 조기탈락 하였다. UEFA 컵 위너스컵에서 바이에른은 알렉스 퍼거슨이 이끄는 애버딘 FC와의 8강 경기에서 막판골을 실점하여 탈락하였다. 같은 시기, 팔 체르너이는 공개적으로 문제를 야기하기 시작하였다. 그의 거만한 태도는 감독직을 스스로 내려놓게 만들었고, 라인하르트 자프티히가 감독 대행을 맡은 뒤 우도 라텍이 그의 바통을 이어받았다.

### 그 이후의 행보
체르너이 감독은 뮌헨 감독직을 내려놓은 뒤 PAOK FC의 감독이 되었다. 그는 UEFA 컵 2라운드에서 친정팀 바이에른과 조우하였다. 1, 2차전에서 PAOK은 바이에른과 득점없이 비겼고, 승부차기 끝에 바이에른이 9-8 승리를 거두었다. 바이에른은 그다음 라운드에서 이 시즌의 우승팀인 토트넘 홋스퍼 FC에 패하며 탈락하였다. 체르너이는 시즌을 무관으로 마무리하였다. 그는 한 시즌을 더 머무른 뒤에 SL 벤피카로 이적하였다.
벤피카에서는 FC 포르투와의 포르투갈 컵 결승전에서 3-1로 승리하며 타이틀을 획득하였다. 체르너이는 선수들에 별다른 인기를 얻지 못하였고, 결승전 라인업을 발표할 때쯤 카를루스 마누엘이나 피에트라와 같은 베테랑에 라인업을 맡기는 등 권력을 잃었다. 그는 한시즌만에 벤피카 감독직이 종료되었다.
그에 이어, 체르너이는 보루시아 도르트문트, 페네르바체 SK, 아인트라흐트 프랑크푸르트, BSC 영 보이즈, 헤르타 BSC 베를린의 감독을 맡았다. 그는 위의 클럽들 중 단 한곳도 풀시즌을 머물지 못하였다. 도르트문트에서 그는 2경기를 남기고, 팀이 16위에 랭크된 상황에서 경질되었다. 다른 팀에서의 임기도 짧았다. 프랑크푸르트의 경우는 9경기만 맡았고, 베를린에서는 그보다 더 짧은 6경기를 맡았다.
이후 그는 조선민주주의인민공화국 국가대표팀 감독을 맡아 1994년 FIFA 월드컵 예선에 참여하였으나, 별 과실을 보지 못하였다. 그는 조국에 복귀해 1부리그의 FC 쇼프론의 감독을 맡았으나 최하위로 리그를 마감하여 강등되었다.

## 감독 통산
| 감독 경력 | 감독 경력                            | 감독 경력                             |
| 기간      | 팀                                   | 타이틀                                |
| --------- | ------------------------------------ | ------------------------------------- |
| 1968–1970 | 바커 04 베를린                       |                                       |
| 1970–1971 | SSV 로이틀링겐                       |                                       |
| 1971–1972 | 로열 앤트워프 FC                     |                                       |
| 1973–1977 | 북바덴 축구 협회                     | 1973 - 주 아마토이어 컵               |
| 1977      | 아인트라흐트 프랑크푸르트 (수석코치) |                                       |
| 1977–1979 | FC 바이에른 뮌헨 (수석코치)          |                                       |
| 1978–1983 | FC 바이에른 뮌헨                     | 분데스리가: 1980, 1982 DFB-포칼: 1981 |
| 1983–1984 | PAOK FC                              |                                       |
| 1984–1985 | SL 벤피카                            | 포르투갈 컵: 1985                     |
| 1985–1986 | 보루시아 도르트문트                  |                                       |
| 1987–1988 | 페네르바체 SK                        |                                       |
| 1988-1988 | 아인트라흐트 프랑크푸르트            |                                       |
| 1990-1990 | BSC 영 보이즈                        |                                       |
| 1990–1991 | 헤르타 BSC 베를린                    |                                       |
| 1993–1994 | 조선민주주의인민공화국               |                                       |
| 1994–1995 | FC 쇼프론                            |                                       |